# Campeonato da Europa de Atletismo de 2012 - 400 m masculino
A prova dos 400 metros masculino do Campeonato da Europa de Atletismo de 2012 foi disputada entre os dias 27 e 29 de junho de 2012 no Estádio Olímpico de Helsinque em Helsinque,  na Finlândia. 

## Recordes
Antes desta competição, os recordes mundiais e do campeonato nesta prova eram os seguintes:
|                       | Nome             | Nacionalidade     | Tempo  | Local     | Data                  |
| --------------------- | ---------------- | ----------------- | ------ | --------- | --------------------- |
| Recorde mundial       | Michael Johnson  | Estados Unidos    | 43s18  | Sevilha   | 26 de agosto de 1999  |
| Recorde do campeonato | Iwan Thomas      | Reino Unido       | 44s 52 | Budapeste | 21 de agosto de 1998  |
| Recorde europeu       | Thomas Schönlebe | Alemanha Oriental | 44s 33 | Roma      | 3 de setembro de 1987 |

## Medalhistas
| Ouro               | Prata                   | Bronze               |
| Pavel Maslák (CZE) | Marcell Deák-Nagy (HUN) | Yannick Fonsat (FRA) |

## Cronograma
Todos os horários são locais (UTC+3).
| Data        | Hora  | Evento    |
| ----------- | ----- | --------- |
| 27 de junho | 13:35 | Bateria   |
| 28 de junho | 18:40 | Semifinal |
| 29 de junho | 21:25 | Final     |

## Resultados

### Bateria
Qualificação: 4 atletas de cada bateria  (Q) mais os  4 melhores qualificados (q). 
| Posição | Bateria | Raia | Atleta                 | Nacionalidade      | Tempo | Notas |
| ------- | ------- | ---- | ---------------------- | ------------------ | ----- | ----- |
| 1       | 1       | 7    | Brian Gregan           | Irlanda            | 45.63 | Q,    |
| 2       | 2       | 5    | Richard Buck           | Grã-Bretanha       | 45.83 | Q     |
| 3       | 1       | 5    | Pavel Maslák           | Chéquia            | 45.87 | Q     |
| 4       | 3       | 5    | Donald Sanford         | Israel             | 45.90 | Q     |
| 5       | 2       | 6    | Jānis Leitis           | Letônia            | 45.92 | Q,    |
| 5       | 4       | 7    | Yannick Fonsat         | França             | 45.92 | Q     |
| 7       | 4       | 6    | Marco Vistalli         | Itália             | 45.98 | Q     |
| 8       | 3       | 7    | Marcell Deák-Nagy      | Hungria            | 46.19 | Q     |
| 9       | 3       | 8    | Krasimir Braikov       | Bulgária           | 46.20 | Q,    |
| 10      | 5       | 8    | Mehmet Güzel           | Turquia            | 46.21 | Q,    |
| 11      | 1       | 4    | Kacper Kozłowski       | Polónia            | 46.30 | Q     |
| 12      | 4       | 8    | Eric Krüger            | Alemanha           | 46.33 | Q     |
| 13      | 4       | 5    | Jente Bouckaert        | Bélgica            | 46.37 | Q     |
| 14      | 2       | 8    | Johan Wissman          | Suécia             | 46.43 | Q     |
| 15      | 5       | 3    | Marcin Marciniszyn     | Polónia            | 46.47 | Q     |
| 16      | 3       | 6    | Daniel Němeček         | Chéquia            | 46.61 | Q     |
| 17      | 2       | 3    | Antoine Gillet         | Bélgica            | 46.62 | Q     |
| 18      | 2       | 4    | Lorenzo Valentini      | Itália             | 46.64 | q     |
| 19      | 4       | 4    | Jan Tesař              | Chéquia            | 46.75 | q     |
| 20      | 5       | 7    | Nick Ekelund-Arenander | Dinamarca          | 46.78 | Q     |
| 21      | 2       | 1    | Piotr Wiaderek         | Polónia            | 46.83 | q     |
| 22      | 1       | 3    | Mark Ujakpor           | Espanha            | 47.07 | Q     |
| 23      | 2       | 2    | Roberto Briones        | Espanha            | 47.20 | q     |
| 24      | 5       | 1    | Lev Mosin              | Rússia             | 47.39 | Q     |
| 25      | 5       | 4    | Hakim Ibrahimov        | Azerbaijão         | 47.47 |       |
| 26      | 4       | 2    | Sorin Vatamanu         | Roménia            | 47.50 |       |
| 27      | 3       | 3    | Halit Kiliç            | Turquia            | 47.91 |       |
| 28      | 4       | 3    | Trausti Stefánsson     | Islândia           | 48.17 |       |
| 29      | 2       | 7    | Kristijan Efremov      | Macedônia do Norte | 48.80 |       |
| 30      | 5       | 6    | Jonathan Lavers        | Gibraltar          | 50.23 |       |
| 31      | 5       | 2    | Fabian Haldner         | Liechtenstein      | 50.77 |       |
| 32      | 1       | 2    | Yavuz Can              | Turquia            | DSQ   |       |
| 32      | 1       | 6    | Ville Wendelin         | Finlândia          | DSQ   |       |
| 32      | 1       | 8    | Brent LaRue            | Eslovênia          | DSQ   |       |
| 32      | 3       | 2    | Luke Lennon-Ford       | Grã-Bretanha       | DSQ   |       |
| 32      | 3       | 4    | Samuel García          | Espanha            | DSQ   |       |
| 32      | 5       | 5    | Teddy Venel            | França             | DSQ   |       |

### Semifinal
Qualificação: 2 atletas de cada bateria  (Q) mais os  2 melhores qualificados (q). 
| Posição | Bateria | Raia | Atleta                 | Nacionalidade | Tempo | Notas            |
| ------- | ------- | ---- | ---------------------- | ------------- | ----- | ---------------- |
| 1       | 3       | 4    | Pavel Maslák           | Chéquia       | 45.66 | Q                |
| 2       | 1       | 5    | Marcell Deák-Nagy      | Hungria       | 45.68 | Q,               |
| 3       | 3       | 6    | Brian Gregan           | Irlanda       | 45.76 | Q                |
| 4       | 1       | 3    | Donald Sanford         | Israel        | 45.77 | Q                |
| 5       | 1       | 6    | Yannick Fonsat         | França        | 45.78 | q                |
| 6       | 1       | 4    | Marcin Marciniszyn     | Polónia       | 45.88 | q                |
| 6       | 3       | 5    | Jānis Leitis           | Letônia       | 45.88 | Recorde nacional |
| 8       | 2       | 5    | Marco Vistalli         | Itália        | 46.01 | Q                |
| 9       | 2       | 3    | Richard Buck           | Grã-Bretanha  | 46.13 | Q                |
| 10      | 2       | 7    | Johan Wissman          | Suécia        | 46.35 |                  |
| 11      | 2       | 1    | Piotr Wiaderek         | Polónia       | 46.45 |                  |
| 12      | 2       | 6    | Mehmet Güzel           | Turquia       | 46.46 |                  |
| 13      | 3       | 3    | Kacper Kozłowski       | Polónia       | 46.54 |                  |
| 14      | 1       | 7    | Nick Ekelund-Arenander | Dinamarca     | 46.57 |                  |
| 15      | 2       | 4    | Krasimir Braikov       | Bulgária      | 46.62 |                  |
| 16      | 3       | 8    | Eric Krüger            | Alemanha      | 46.68 |                  |
| 17      | 3       | 2    | Lev Mosin              | Rússia        | 46.77 |                  |
| 18      | 1       | 2    | Lorenzo Valentini      | Itália        | 46.96 |                  |
| 19      | 3       | 7    | Antoine Gillet         | Bélgica       | 47.15 |                  |
| 20      | 1       | 1    | Jan Tesař              | Chéquia       | 47.27 |                  |
| 21      | 3       | 1    | Mark Ujakpor           | Espanha       | 47.27 |                  |
| 22      | 2       | 2    | Roberto Briones        | Espanha       | 47.56 |                  |
| 24      | 1       | 8    | Jente Bouckaert        | Bélgica       | DQS   |                  |
| 24      | 2       | 8    | Daniel Němeček         | Chéquia       | DSQ   |                  |

### Final
| Posição           | Raia | Atleta             | Nacionalidade | Tempo   | Notas                |
| ----------------- | ---- | ------------------ | ------------- | ------- | -------------------- |
| Medalha de ouro   | 4    | Pavel Maslák       | Chéquia       | 45.24   |                      |
| Medalha de prata  | 3    | Marcell Deák-Nagy  | Hungria       | 45.52   | Recorde da temporada |
| Medalha de bronze | 1    | Yannick Fonsat     | França        | 45.82   |                      |
| 4                 | 7    | Donald Sanford     | Israel        | 45.91   |                      |
| 5                 | 8    | Richard Buck       | Grã-Bretanha  | 45.92   |                      |
| 6                 | 5    | Brian Gregan       | Irlanda       | 46.04   |                      |
| 7                 | 2    | Marcin Marciniszyn | Polónia       | 46.46   |                      |
| 8                 | 6    | Marco Vistalli     | Itália        | 4:04.20 |                      |

Legenda
| Recorde mundial       | Recorde mundial (World record)               |                       | Recorde africano                      | Recorde africano (African) |                                           | Q | Classificado por posição (Qualified) |
| Recorde do campeonato | Recorde do campeonato (Championship record)  | Recorde da América    | Recorde da América (Americas)         | q                          | Classificado por melhor tempo (Qualified) |   |                                      |
| Melhor marca do ano   | Melhor marca do ano (World leading)          | Recorde asiático      | Recorde asiático (Asian)              | DNS                        | Não largou (Did not start)                |   |                                      |
| Recorde nacional      | Recorde nacional (National record)           | Recorde europeu       | Recorde europeu (European)            | DNF                        | Não terminou (Did not finish)             |   |                                      |
| Recorde pessoal       | Recorde pessoal do atleta (Personal best)    | Recorde da Oceania    | Recorde da Oceania (Oceania)          | DSQ / DQ                   | Desclassificado (Disqualified)            |   |                                      |
| Recorde da temporada  | Recorde da temporada do atleta (Season best) | Recorde sul-americano | Recorde sul-americano (South America) | NM                         | Sem marca (No mark)                       |   |                                      |